# Estación Migues
Estación Migues ist eine Ortschaft in Uruguay.

## Geographie
Sie liegt im östlichen Teil des Departamento Canelones in dessen Sektor 9. Migues, rund fünf Kilometer nördlich des Ortes, ist neben dem knapp sieben Kilometer nordöstlich an der Grenze zum Nachbardepartamento Lavalleja befindlichen Montes die nächstgelegene Stadt.

## Einwohner
Die Einwohnerzahl von Estación Migues beträgt 144. (Stand: 2011)
| Jahr | Einwohner |
| ---- | --------- |
| 1963 | 281       |
| 1975 | 223       |
| 1985 | 245       |
| 1996 | 223       |
| 2004 | 195       |
| 2011 | 144       |

Quelle: Instituto Nacional de Estadística de Uruguay